# Aipichthys minor
Espèce
Aipichthys minor est une espèce éteinte de poissons du Cénomanien de la famille des Aipichthyidae. On le trouve notamment dans le gisement des couches à poissons du Mont Liban de la formation de Sannine.

## Historique et dénomination
L'espèce a été décrite en 1850 par le paléontologue suisse François Jules Pictet de La Rive sous le protonyme Platax minor.

## Taxinomie
Une étude de 2010 permet de replacer la famille des Aipichthyidae à la base des Acanthomorpha en groupe frère des Euacanthomorpha.